# Openbaar lichaam voor beroep en bedrijf
Een openbaar lichaam voor beroep en bedrijf is een instantie met wettelijk geregelde bevoegdheden die deel uitmaakt van de Nederlandse overheid maar geen door de overheid erkende positie heeft. Het zijn instanties die zich binnen economische sectoren, bedrijfstakken en beroepsgroepen bezighouden met onderlinge afspraken, regulering en regelgeving. De taken en inrichting, samenstelling en bevoegdheid van de besturen en de openbaarheid van hun vergaderingen kunnen alleen bij een wet in formele zin worden geregeld. Voorbeelden van openbare lichamen voor beroep en bedrijf zijn de Nederlandse orde van advocaten (1952), de Koninklijke Notariële Beroepsorganisatie (1999) en de Koninklijke Nederlandse Beroepsorganisatie van Accountants (KNBA). Deze hebben verordenende bevoegdheid voor het betreffende beroep, de verordeningen zijn slechts verbindend voor de eigen leden. Op grond daarvan kunnen bijvoorbeeld, na een binnen de organisatie geldende rechtsgang, aangesloten leden geschorst worden.
Vanaf eind jaren 1990 zijn er vooral openbare lichamen ingesteld die controleren of bedrijven volgens de regels werken, zoals de Nederlandse Mededingingsautoriteit (inmiddels opgeheven), de Autoriteit Financiële Markten (AFM), de Onafhankelijke Post en Telecommunicatie Autoriteit (OPTA) en de Nederlandse Zorgautoriteit (NZa).
Wettelijke basis is artikel 134 van de Nederlandse Grondwet.
Net als voor provincies, gemeenten en waterschappen is het vernietigingsrecht ten aanzien van besluiten van de besturen van deze openbare lichamen gebonden aan de criteria: strijd met het recht en strijd met het algemeen belang.

## Opgeheven openbare lichamen voor beroep en bedrijf
In 1950 trad de Wet op de bedrijfsorganisatie in werking, deze had gelding tot en met 31 december 2014. Op basis van deze wet waren er aan het einde van de jaren vijftig al bijna vijftig bedrijfslichamen opgericht, de meeste daarvan in de agrarische en in de ambachtelijke sector. De belangrijkste categorie openbare lichamen voor beroep en bedrijf waren de publiekrechtelijke bedrijfsorganisaties, onderverdeeld in productschappen en bedrijfschappen. Ze werden ingesteld door de Sociaal-Economische Raad (SER). Voorbeelden van openbare lichamen voor beroep en bedrijf waren het Landbouwschap, het Productschap Vee en Vlees en het Hoofdbedrijfschap Ambachten.
Bij de Wet opheffing bedrijfslichamen (Wbo) zijn de product- en bedrijfschappen per 1 januari 2015 opgeheven. De publieke taken van zes bedrijfschappen zijn in 2014 grotendeels overdragen aan de ministeries van Economische Zaken (EZ), Volksgezondheid, Welzijn en Sport (VWS) en Infrastructuur en Milieu (IenM), met overgang van de medewerkers. Bepaalde taken zijn overgegaan op de in 2014 nieuw opgerichte Rijksdienst voor Ondernemend Nederland.